# Флоренция (римски град)
Флоренция (Florentia) е римски град в долината на река Арно, откъдето произлиза днешният италиански град Флоренция. Традицията сочи, че е построен от легионите на Гай Юлий Цезар през 59 г. пр. н. е ., но преобладаващата хипотеза датира основаването му към периода на Август (между 30 и 15 г. пр. н. е.). 

## Произход на името
Легендата приписва произхода на името Florentia на Флорий (войник, убит на мястото) или на цветята (на итал. fiori), или на Флора, тъй като е основан по времето на Флоралия. Но в действителност всичко е много по-просто: Флоренция е благопожелателно име: „да процъфтяваш“, „град на просперитета“. По същия начин Potentia, Piacentia, Valentia, Pollentia в други региони на империята. Дори древното име на Гранада например е Florentia Illiberitana. Този произход на думата Florentia е потвърден от Академия дела Круска. Търсени са и етруски корени на термина. Семерано предполага, че Флоренция произлиза, с типична паретимологична реинтерпретация, от хипотетичен birent или birenz със значението на „земя между водите, блатиста“ (по отношение на реките Муньоне и Африко), свързана с акадския birent. Хипотезата му няма историческа стойност: думата birentz не е засвидетелствана на етруски и етруското име на предримското селище не е известно.
В действителност Флоренция претърпява същия лексикален преход към съвременния италиански език като този на flos-floris във fiore („цвете“), превръщайки се първо във Fiorenza (Фиоренца) на средновековен италиански, засвидетелстван напр. в „Божествена комедия“, а след това във Firenze (Флоренция). На чужди езици обаче е останала дикция, по-вярна на латинския оригинал (например Florence на френски и английски, Florenz на немски, Florenția на румънски, Флоренция на български).

## Първи поселища
Следи от погребения от Каменно-медната епоха са идентифицирани в района на историческия център на Флоренция между пл. „Синьория“ и пл. „Република“ .
По време на Желязната епоха флорентинската област е засегната от вилановски поселища, което се демонстрира от погребения от 8 век пр. н. е., открити между 1892 и 1906 г. в историческия център, към ул. „де Векиети“ и под днешния бивш Гамбринус, на Площада на Републиката .

Районът, в който ще бъде построена Флоренция, има забележително развитие през етруската епоха, както е документирано например от Гробницата на Монтаньола в Сесто Фиорентино. Районът на първото селище вероятно е бил този, в който е било по-лесно да се премине през река Арно поради по-късото разстояние между двата бряга. Освен това позицията на вододела между сливането на притоците на Арно, Муньоне и Африко дава на района малко по-висока надморска височина от останалата част от равнината, вероятно блатиста.
Районът също е засегнат от непрекъснатост на заселването в следващите времена, като се има предвид, че осигурява възможността за свързване на вътрешна Етрурия с град Фиезоле. Вероятно етруските от Фиезоле са направили пресичането на реката стабилно с дървен пешеходен мост или ферибот, в точката, където Арно се стеснява (района на  Понте Векио), може би също за да контролират военно такава стратегическа точка, че наред с други неща се намира между горното течение на Арно, Арецо Валдарно и долното течение, което води към Пиза и морето. От находките, открити на дъното на Арно (каменни плочи), може да се заключи за размера и вида на пътеката: тя всъщност е била направена от дърво, монтирано върху каменни купчини. Интересът на етруските към пътната система в долината на Арно се демонстрира и от селището Гонфиенти в Прато.
След римската експанзия в Етрурия и Паданската низина, заселването на брода вероятно се разраства, също и защото Виа Касия за известен период пресича Арно точно във Флорентинската област, може би точно в района на днешния Понте Векио.
Някои разкопки идентифицират римски градски сгради и стенен кръг отстрани на стените от 1333 г., разрушени по време на клането от 19 век, за да направят място за Околовръстните алеи (Viali di Circonvallazione).
От днешната Пиаца Донатело, насочвайки се на изток към потока Африко, вероятно е възникнала градска агломерация, може би етруско-римска, която е била разширението към Арно на римския Фиезоле в защита на етруския мост, който е пресичал Арно на височината на днешното флорентинско подселище Ровецано, вече споменато от средновековни историци като Джовани Вилани.
| „                                       | древният мост на Fiesolani, който беше от Джироне до Кандеги [днешни Джироне и Кандели – подселища на Флоренция]: и това бе древният и прав път и пътят от Рим до Фиезоле. | “ |
| G. Villani Nuova Cronica Lib.II Cap. XX | |   |

Тази агломерация може би е била аванпост, построен по време на гражданската война между Гай Марий и Луций Корнелий Сула, спечелена от партията на последния, който след това се насочва към завладяването на колонията Фиезоле, подкрепяща партията на Марий.
Упадъкът на Фиезоле след 80 г. пр.н.е. вероятно дава нов тласък на заселването в долината. След катастрофалното приключение на Катилина, което завършва трагично през 62 г. пр. н. е. в Пистория ( Пистоя), което отново вижда етруските общини да се съюзяват срещу Рим, етруско-римският град придобива все по-голяма стратегическа стойност предвид географското си положение между реката и хълма. През същата година Цезар нарежда изграждането на каструм, за да контролира град Фиезоле поради голямото количество привърженици на Катилина.

## Основаване на колонията
Датата на основаване на колонията Флоренция е несигурна и с течение на времето тя е приписвана по различен начин, освен митологични препратки, на Сила, Гай Юлий Цезар или Октавиан. Историците са единодушни в датирането на основаването на римската колония Флоренция през 59 г. пр.н.е. Liber Coloniarum приписва желанието за създаване на ново градско оформление в този участък от долината на Арно, където пресича реката при Понте Векио, на Lex Iulia agris limitandis metiundis, желан от Гай Юлий Цезар.
Действителното оформление на града и центуризацията (мрежово планиране) на територията му датират от Втория триумвират, за да се настанят ветераните чрез разпределяне на земя. Както обикновено при основаването на нови селища градът и околностите му са определени по точен план, включващ градоустройството и земеделската територия. За града е следвано идеалното правило за ориентация според кардиналните оси, докато околната територия е подредена, като се вземе предвид хидравличната конформация, като осите се въртят колкото е удобно. От въздушни снимки дори и днес може да се различи кардо максимус, ориентиран север-юг (от уил. Рим“ до река Арно), и декуманус максимус, ориентиран изток-запад (настоящият маршрут на ул. „Строци“ и ул. „Дел Корсо“), които се пресичат на височината на сегашната Пиаца дела Република – домът на градския форум и на Капитолийския хълм, заобиколен от основните обществени сгради и храмове. Всъщност през вековете на империята градът е обогатен с всички тези сгради и инфраструктура, които характеризират римските градове: акведукт (от Монте Морело), две бани, театър и амфитеатър, построени извън стените, както е обичайно .

## Римски сгради
Според Франческо Гуичардини римляните, които са построили Флоренция, са:
| „ | ...не безполезни и бунтовни хора, а военни, ...които с добродетелта на оръжията си и щастието от победите заслужиха тези награди... | “ |

На бог Марс, според военната традиция, е бил посветен главният храм на града, идентифициран с баптистерия на Св. Йоан Кръстител, като промяната на светеца-покровител е подчертана и от Данте в „Ад“:
| „                                                  | Във онзи град прекарах своите дни,/кой своя покровител стар остави /и със Кръстителя го замени | “ |
| Данте, „Ад“, XIII, 143 (прев. Константин Величков) |                                                                                                |   |

Лоренцо Гиберти в своята Хроника от 15 век възкликва:
| „ | Трябва ли винаги да помним, че тук Марс е имал олтари и тамян? Там, където четириъгълната камбанария сега се издига до величествения купол на катедралата, Градивус е имал свой храм, който все още съществува наблизо. | “ |

Градивус (онзи който отива) е един от атрибутите на бога Марс, но самият автор посочва стария християнизиран езически храм във Флорентинския баптистерий:
| „ | Елегантният храм на Марс, на който все още се възхищават присъстващите въпреки величествената маса на катедралата, представя своите осмоъгълни страни [...] [така], че където и да духа вятърът, да се простира желязната ръка на бога воин. | “ |

Междувременно градът се разширява във всички посоки: на север в религиозната зона на храма на Марс и след това древната църква на Санта Репарата, на юг до реката и също отвъд Арно, където се заселва колония от сирийски търговци, в която се заселват първите ядра от християни на града. Но повече от всичко останало градът се простира на изток, както се вижда от основите на граждански сгради и останките от бани от императорския период, открити по време на разкопките на пл. „Синьория“, но преди всичко в спускането, което води до пл. „Сан Фиренце“ . На този естествен склон римляните построяват градския театър (1 век сл. н.е.), който излиза изпод Палацо Векио и Палацо Гонди. Там, където дълго време е било седалището на Съда (днешен Комплекс „Сан Фиренце“), вероятно е била сцената, а към пл. „Синьория“ – седалките за публиката. Недалеч, извън стените, са открити следи от храм на Изида (2 век сл. н. е.), разкопан между октомври и декември 2008 г.
Основите на стените, с отбранителни кули, са открити под ул. „дел Проконсуло“ и според най-новите разкопки датират от периода между 30 и 15 г. пр. н. е . Те са били средно 2 m дебели и са обграждали площ от приблизително 20 хектара. Други римски останки са открити под близкия дворец на Гилдията на съдиите и нотариусите .
Една от малкото структури, които всъщност все още могат да бъдат разпознати в римската тухла, е тази на амфитеатъра, който се е намирал извън цезаровия каструм, в сегашния средновековен квартал „Санта Кроче“ (където се намира едноименната базилика). Първият, който прави задълбочено проучване на тази структура, е ученият Доменико Мария Мани, който през 1746 г. публикува книгата Notizie istoriche intorno al Parlagio ovvero anfiteatro di Firenze. Заобиколен от път, който по подходящ начин се е наричал ул. „Торта“ от Средновековието, амфитеатърът на Флоренция е със средни размери (около 20 000 места, в сравнение с 87 000 на Колизеума), което вероятно отразява малобройността на местното население, но е напълно разпознаваем в носещите си конструкции, макар че тук, както и в други случаи (например амфитеатъра на Лука), наслагването на средновековни къщи е затворило древните арки (fornices) и е използвало всички пространства на малкия амфитеатър.
През 19 век някои имена на улиците около Площада на Републиката са избрани въз основа на римски находки под земята: ул. на Термите (via delle Terme), ул. на Капитолия (via del Campidoglio), ул. „Капачо“ (via di Capaccio), т.е. на Caput Aquae – на устието на акведукта, което в Nuova Cronica на Джовани Вилани е дадено на Макрин, генерал на Цезар.

## Околностите на Флоренция
На юг Флоренция граничи с район с вили и термални бани, район, който все още днес носи името Баньо а Риполи – община в региона Кианти, граничеща с днешния град, но в римско време е била място за забавление и почивка, както се вижда от находките на вили и спа комплекси. Но най-интересното свидетелство за римската Етрурия е красивият археологически район на Фиезоле с почти непокътнатия театър и баните, вече от Републиканската епоха, които са били украсени при императорите Клавдий и Септимий Север.
На север от града е минавала Виа Касия и, както в много други случаи в градове с римски произход, някои селища взимат името си от разстоянието, в римски мили, от града; в случая на Флоренция, в северозападна посока, от третата миля нататък, се намират Терцоле (а също и Ле Тре Пиетре, т.е. Трите камъка), Куарто (Червърти), Куинто (Пети), Сесто Фиорентино и Сетимело (от Сетимо – Седми).
Средновековният град не се припокрива веднага с древната Флоренция: още през 15 век Франческо Гуичардини свидетелства за все още видимите следи от древната Флоренция.
| „ | ...които все още се появяват от сградите, построени от тях [римляните], и дават определени доказателства, че началата на града са били много великолепни, особено храмът на Марс... и акведуктите, направени повече за пищност и имитация на Рим, отколкото по необходимост... | “ |

След това, когато значението ѝ нараства, Флоренция при Адриан е достигната от Виа Касия, която я свързва с пътната мрежа на империята. При Диоклециан градът е издигнат до Corrector Italia, тоест столица на Северна Етрурия и Умбрия, и е предпочитан пред много по-древни градове като етруските Фиезоле, Арецо и Перуджа.

## Центуризация
Подобно на всички римски колонии и за Флоренция е извършена центуризация на заобикалящата територия и по-специално на равнинната и вероятно блатиста зона на запад от града, която едновременно е била рекултивирана, за да се получат парцели, които да бъдат присвоени на ветерани легионери. Следите от центуризацията все още са видими, например върху картографията на Военния географски институт (IGM) (въпреки че са още повече, когато се разглеждат изданията до 1950 г., преди разширяването на градовете да атакува значително равнината между Флоренция и Кампи и отвъд тях). Геометричната редовност на полетата в малкото райони, които все още не са урбанизирани, е наследство от огромната римска мелиорация на земя, свързана с колонията Флоренция, която се простира върху цялата равнина между Флоренция и Прато, свързвайки се отново с центурията на Pistoriae (Пистоя).
От картографските находки е възможно да се реконструира схемата на центуризацията като цяло, съставена от квадрати с приблизително 710 метра от всяка страна.

## Христианска Флоренция
По времето на упадъка на Римската империя Флоренция е процъфтяващ град благодарение на търговията. Река Арно, както свидетелства Страбон, все още е била плавателна и при днешната Пиаца де Джудичи (други поставят пристанището на последвалата Пиаца Ментана) е имало докове, горе-долу там, където днес е Гребният клуб, за товарене и разтоварване на стоки в зоната, която и днес се нарича Митница (la Dogana). Но икономическото благосъстояние неизбежно привлича и набезите на варварските крале, които бушуват в Италия: през 405 или 406 г. Флоренция е обсадена от остготите на Радагайз и отново през 542 г. от същите остготи, този път командвани от крал Тотила.
При Константин I християнството става държавна религия, но утвърждаването на християнската религия във Флоренция не е нито лесно, нито безболезнено. Селищата на Олтрарно, където живее голяма общност от ориенталски търговци, особено сирийци, са люлката на нови религии, както Митраизма, така и египетския култ към богинята Изида (храм, посветен на нея, се е намирал на Пиаца Сан Фиренце), и също Християнството. Въпреки това тези селища са били периферна зона на града – по думите на Гуачардини, обитавани от зли хора ; центърът на града обаче е в ръцете на патрициански семейства, свързани със старата религия. 
Ориенталските религии с мистериозен характер, поради влиянието, което са имали върху „злите хора“, са тревожели патрициата на Флоренция, но най-голямата опасност е било влиянието, което религиозните водачи на християнството са имали върху тълпите. Така Флоренция преброява първите мъченици на града. Епископът от сирийски произход Миниат (3 век) е един от най-известните: костите му са погребани в църквата „Сан Миниато ал Монте“ в  Олтрарно, посветена на него след мъченическата му смърт в Амфитеатъра. Още през 4 век има документирани свидетелства за епископ Феликс, въпреки че истинска епархийска организация във Флоренция е възможна едва няколко десетилетия по-късно със Свети Занобий (337 - 417). С продължаването на чуждите нашествия, от византийците до лангобардите, римска Флоренция запада. 
По-късно, в периода на Каролингите, градът е възстановен от Карл Велики и Свети Амвросий се грижи за клирикалната структура на града и назначава новите епископи. Флоренция започва да придобива значение, което никога преди не е имала, но се ражда друг град: Флоренция .

## Постепенното изчезване на римскатаФлоренция
Между 1 и 2 век градът е изцяло част от обширната и организирана търговска система на Римската империя, благодарение и на речното пристанище, което позволява търговията чак до Пиза . Археологическите разкопки документират, наред с други неща, обмена с Галия и Африка. В Късната империя градът е въвлечен в общата криза, включително икономическа, на империята. През 6 век, с гръцко-готските войни и лангобардското завоевание, ситуацията на общо отстъпление окончателно се влошава, с прекъсване на търговския трафик и общо обедняване. Между 6 и 8 век градската структура на града вероятно също  изпада в криза, с демографския спад, изоставянето на външните райони и общата и прогресивна деградация на всички сгради и стени.
Започвайки от 11 век, новото строително разрастване оставя малки следи от миналото. Рините от театъра, амфитеатралните бани и други сгради са включени в нови сгради или използвани като основи. Пиаца дел Форо е гъсто застроена и по-късно става част от гетото около Пиаца дел Меркато Векио .
Със савойското подреждане на площада Меркато Векио, по времето на Флоренция като столица на Кралство Италия (т.нар. „Подновяване“, Rissanamento), гетото е разрушено и с това изчезват и най-важните останки от Капитолийския хълм и Форума. От откритията, направени по време на тези работи, са направени само обобщени проучвания и свидетелствата са събрани от архитекта Коринто Коринти.

## Римското изкуство във Флоренция
Противно на това, което може да се предположи, почти цялото римско изкуство, присъстващо във Флоренция днес, с изключение на някои редки примери на саркофази, споменати по-горе, не принадлежи на Флоренция, а е донесено от Рим по времето на Медичите и Лотарингите. Колекцията от антични статуи, които украсяват Лоджия „Ланци“, Галерията „Уфици“, Палацо Пити и Градина „Боболи“ (включително обелискът) идват от Рим. Другият римски обелиск в града, който се намира на Пиаца Санта Тринита пред едноименната църква, идва от Баните на Каракала като подарък от папа Пий IV на Великия херцог Козимо I де Медичи. Римските колекции на Националния археологически музей имат различен произход и до голяма степен са пренесени в града между 19 и 20 век, с изключение на материалите, съхранявани в т. нар. „Двор на флорентинците“ („Cortile dei Fiorentini“).